# Vejle Amt (vor 1970)

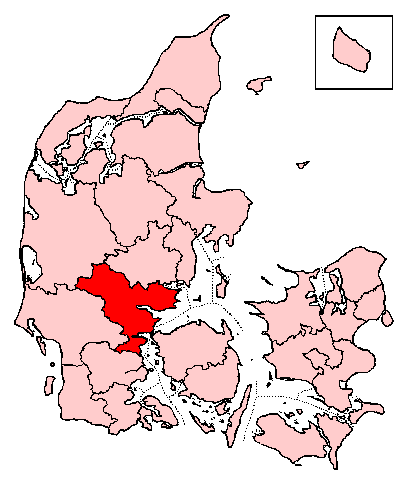
Lage des Vejle Amt in Dänemark

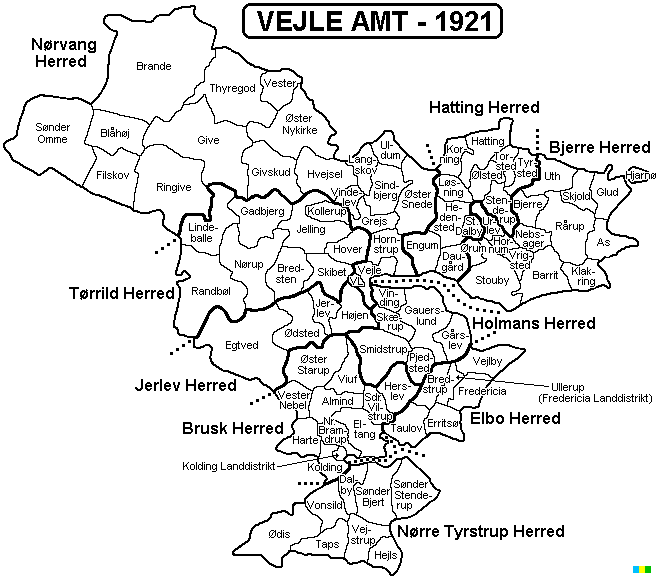
Vejle Amt 1921

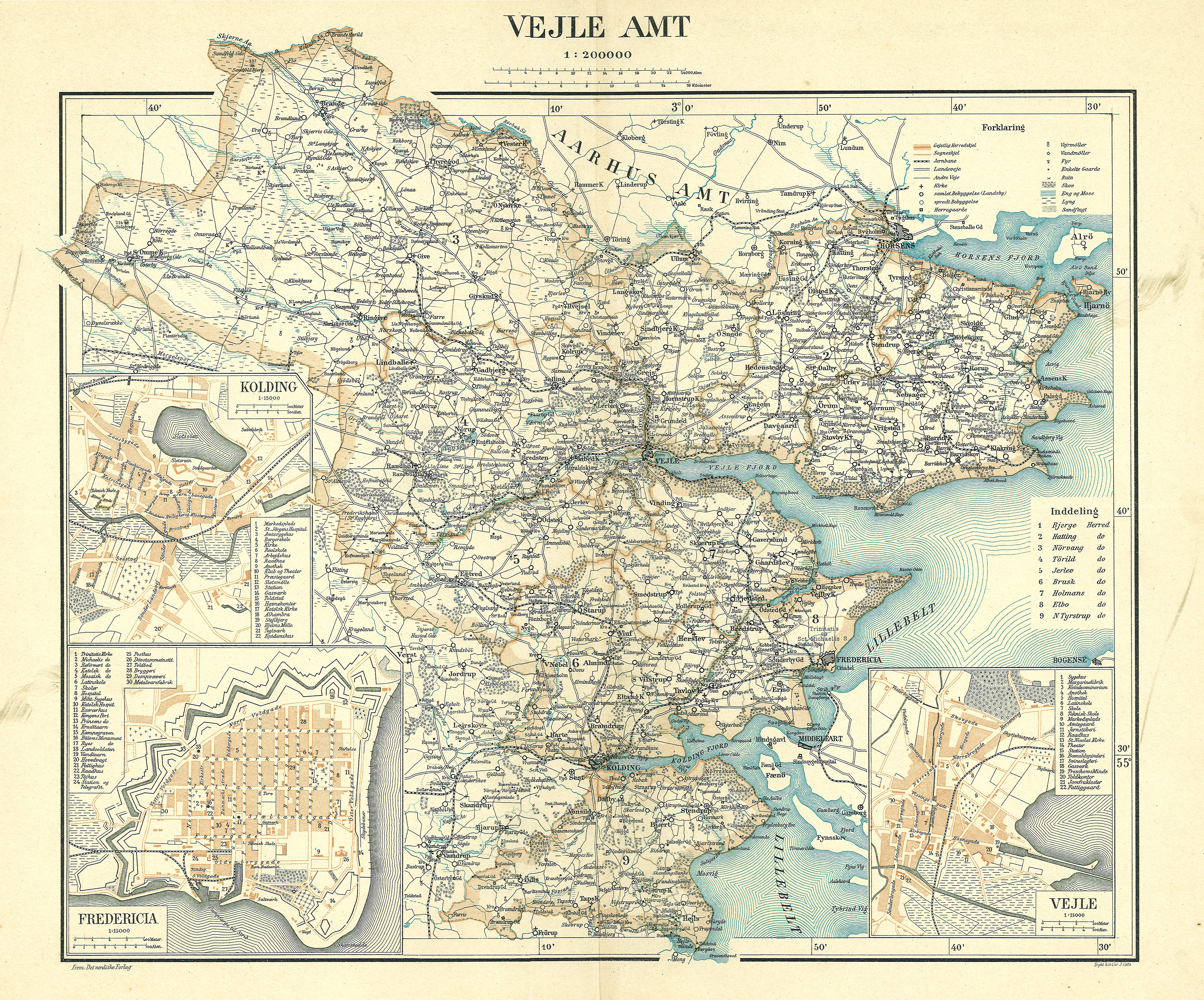
Vejle Amt ca. 1900

Vejle Amt (benannt nach der Stadt Vejle) war bis zur dänischen Kommunalreform zum 1. April 1970 eines der damaligen Ämter in Dänemark.
Es erstreckte sich über die Gebiete dreier mittelalterlicher Syssel: Løversyssel mit den Harden (dän.: Herred) Bjerre und Hatting, Jellingsyssel mit Nørvang und Tørrild sowie Almindsyssel mit Jerlev,  Holmans, Brusk und Elbo.
1660 wurde zunächst aus den Harden Bjerre und Hatting sowie der Harde Nim Stjernholm Amt gebildet, aus den übrigen genannten Koldinghus Amt.
1793 wurden Koldinghus Amt und Stjernholm Amt zusammengelegt zum Vejle Amt mit den drei Städten (dän.: købstæder): Vejle, Kolding und Fredericia, allerdings wurde Nim Herred 1799 an Århus Amt übertragen und ging 1824 ins neu geschaffene Skanderborg Amt ein. 1864 wurde die Harde Nørre Tyrstrup Herred, die bis dahin zum Haderslev Amt gehört hatte, dem Vejle Amt zugeschlagen.
Vejle Amt  bestand also aus folgenden Harden:
- Bjerre Herred
- Brusk Herred
- Elbo Herred
- Hatting Herred
- Holmans Herred
- Jerlev Herred
- Nørre Tyrstrup Herred
- Nørvang Herred
- Tørrild Herred

Mit der Kommunalreform 1970 wurde Vejle Amt um den südlichen Teil des Skanderborg Amt erweitert und damit zum „neuen“ Vejle Amt.

## Amtmänner (Landräte)
- ?: Herman Gerhardt Treschow
- ?: Peter Fjeldsted Hoppe
- 1848–1861: Orla Lehmann
- 1861–1862: Carl Ludvig Vilhelm Rømer von Nutzhorn
- 1870–1899: Carl Ludvig Vilhelm Rømer von Nutzhorn
- 1899–1921: Vilhelm Bardenfleth
- 1921–1937: Knud Valløe
- 1937–1951: Peder Hershend
- 1951–1970: Arne Magnus Wamberg (bis 1980 auch im „neuen“ Vejle Amt)